# Baie de Lavallière
Pour les articles homonymes, voir Lavallière (homonymie).
La baie de Lavallière (ou baie Lavallière), située à Sainte-Anne-de-Sorel en Montérégie, est un des plus grands marais aménagés de l'est de l'Amérique du Nord.

## Toponyme
« Ce qui est nommé « Baie de Lavallière » désigne plutôt un marais situé entre le rang du Chenal-du-Moine et l'île Saint-Jean, élément hydrographique du delta de la rivière Yamaska. Identifié ainsi en 1950 sur une carte cadastrale de Yamaska, ce marais, qui est le pendant de la baie Saint-François sise du côté est de la rivière, a déjà porté aussi le même nom que la rivière. Le toponyme actuel rappelle la mémoire de Michel Leneuf de La Vallière et de Beaubassin (1640-1705), concessionnaire de la seigneurie de Yamaska en 1683, soit un an avant qu'il abandonne l'administration de l'Acadie. »

## Historique
La baie de Lavallière était autrefois un site extrêmement giboyeux, mais cette situation fut perturbée par des travaux de drainage agricole en 1938. Pour pallier cet état, le gouvernement provincial en collaboration avec la firme Canards Illimités Canada effectuèrent des travaux d'aménagement complétés en 1987. Par la suite, différents travaux d'amélioration ont été entrepris avec l'aide des partenaires. 
En 2008, on arrive à un point où il est question de rajeunir les milieux humides de la baie Lavallière pour assurer sa longévité. 

## Faune
La baie de Lavallière possède une faune variée. Il comprend entre autres 160 espèces d'oiseaux et plusieurs espèces de plantes rares ou présentant un intérêt particulier dont l'Arisème dragon (Arisaema dracontium).

## Activités
La baie de Lavallière qui donne accès au lac Saint-Pierre, comprend une aire de pique-nique, une salle d'exposition, de même qu'un sentier pédestre de 1,3 km, et il offre diverses activités, comme des excursions avec des guides naturalistes et la location de kayaks de mer.